# БотакЄ
«БотакЄ» — книга вибраних творів українського письменника Тараса Прохаська, видана у 2010 році видавництвом Лілея-НВ (Івано-Франківськ).
До збірки ввійшли як уже відомі, так і нові твори Тараса Прохаська. Книга має суперобкладинку, яка розгортається у великий плакат-постер із зображенням самого письменника та його автографом.

## Передмова
З передмови Тараса Прохаська:
|  | У ботаніці мене завжди приваблювала передовсім флористика. Флористика займається описом того, які рослини живуть у певному місці. Описує таким чином різноманітність форм життя у різноманітності місцевостей. Вона не цікавиться ні внутрішньою будовою організму, ні тонкими хімічними процесами. Вона навіть не надто дошукується причин різноманітності. Ботакє – кажуть у наших горах. Бо так є. Тексти, зібрані в цій книжці, дещо нагадують принципи флористики. В них важко знайти якихось концепцій, висновків чи пояснень. Вони просто намагаються бути нагадуванням про нескінченну різноманітність життя, життів, днів, годин. Якщо під час читання цієї книжки таке відчуття з’явиться, то я буду вдячний від імені цих текстів. Як вдячний усім, хто вірить у безпричинну потребу різноманітності, книжок, читання... Бо так є |

## Зміст
- FM «Галичина»
- НепрОсті
- З цього можна зробити кілька оповідань
- Як я перестав бути письменником
- Тільки на експорт
- Порт Франківськ
- 1 000 місць і слів

## Також
"БоТакЄ" - назва документальної майстерні, [Архівовано 13 грудня 2019 у Wayback Machine.] що висвітлює різні віхи життя, досвід людей, знімає документальні фільми та торкається багатьох інших тем. Сам проєкт першопочатково виник під назвою Еней ТВ. Але коли один з його засновників, Олекса Коба знаходився [Архівовано 19 липня 2017 у Wayback Machine.] у Франківську під час Резиденції "Станіславський Феномен", під час спілкування з Тарасом Прохаськом виникла ідея перейменувати документальний проєкт саме у "БоТакЄ", на що автор збірки дав згоду.
Під час перебування на вказаній Резиденції, Олекса Коба разом з Катериною Гладкою відзняли фільм  "Дзеркала Станіслава".

## Видання
- Тарас Прохасько  БотакЄ. – Івано-Франківськ: Видавництво "Лілея-НВ", 2010. –  432 с. ISBN 978-966-668-251-5